# Hellerup Sejlklubs Junior afdeling 1933
Hellerup Sejlklubs Junior afdeling 1933 er en dansk dokumentarisk optagelse fra 1933.

## Handling
Hellerup Sejlklub er aktiv hele året. Om vinteren arbejder juniorerne på at dygtiggøre sig i tovværksarbejde og navigation. Når det bliver forår, skal bådene gøres klar på land, inden de kan komme i vandet. Der gøres klar til en lille match. Dommerkommitéen uddeler præmier efter sejladsen.